# 送風機

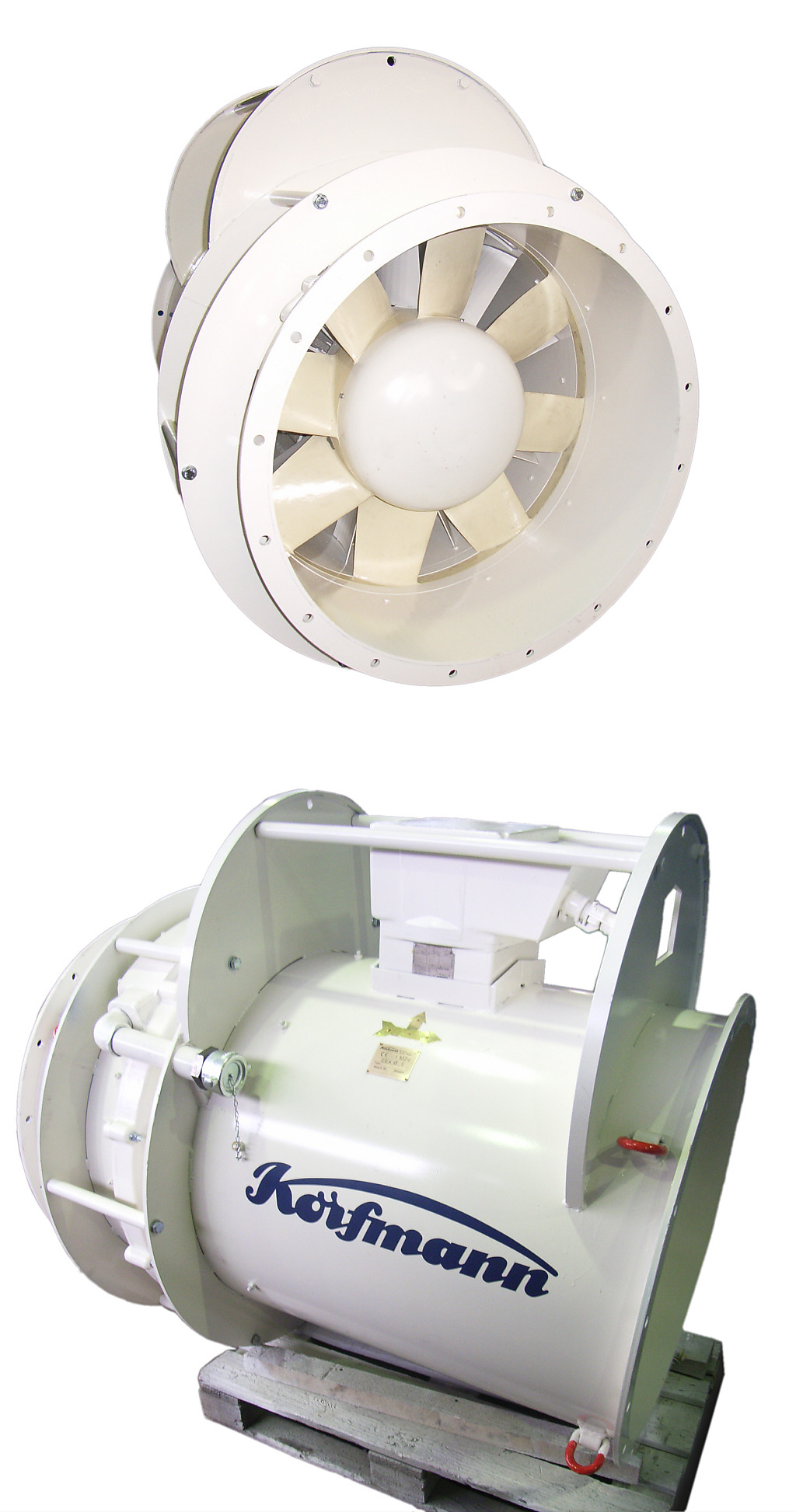
大型軸流送風機

送風機（そうふうき）とは、羽根車の回転運動によって気体にエネルギーを与える機械で、単位質量当たりのエネルギーが 25 kNm/kg（kJ/kg）未満のものをいう。
単位質量当たりのエネルギー25 kNm/kg は、標準空気の場合の送風機全圧約 30 kPa に相当する（JIS B 0132:2005 送風機・圧縮機用語）。
尚、改正前のJIS規格（JIS B 0132:1984）では、送風機とは圧力比2未満のものを言い、圧力比2以上のものは圧縮機に分類されていたが、ISOなどの国際規格との整合性を保つため2005年に改正された（JIS B 0132:2005 送風機・圧縮機用語 解説）。

## 圧力比による分類 （改正前）
送風機は圧力比により、ファンとブロワに分類されていた。

### ファン
ファンは、送風機のうち圧力比1.1以下のものを指す。

### ブロワ
ブロワは、送風機のうち圧力比1.1 - 2程度のものを指す。液体中に気体を吹き込むためなどに使用される。
※ 改正後の定義では送風機はファンと同義となり、ブロワは圧縮機の扱いとなった。

## 形式による分類

### 遠心送風機

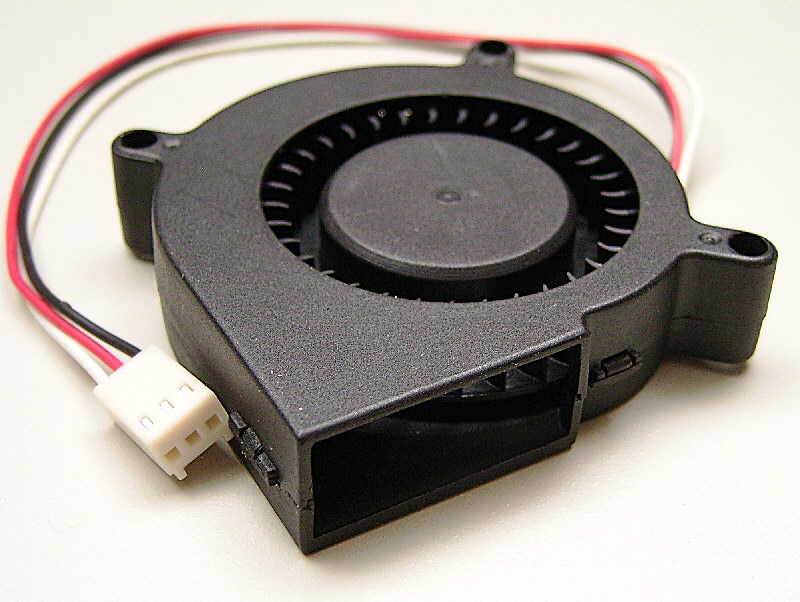
多翼ファン

英語名: Centrifugal Fan、遠心方向に送風するもの。ラジアルファンとも呼ばれる。アレクサンダーサブルコフによって発明された。

#### 構造による分類
多翼ファン（シロッコファン）
多数の小型の前向き羽根をもった筒と整風器をくみ合わせた構造。小型・軽量・安価のものは民生用に低回転で常温帯域で、また大型のものは産業用途に高回転や-50℃ - +500℃に耐えられる強度を持たせて広く使用されている。他の形式のファンに比べ風量は少ないが、静圧を高くすることができる。静圧効率は60%程度までが一般的である。
後向きファン（ターボファン）
1枚の鉄板で後ろ向きの羽根を形成したもの。静圧効率は65 - 80%程度。メーカーによっては丈夫に作っていてより高速回転が可能で高圧力が必要な場合に用いられている。
サイレントファン
羽根をS字型として空気流入部分を広くし、ケーシングの吸い込み口をベルマウス状に広げたもの。高風圧時でも騒音が比較的少ない。
リミットロードファン
逆S字型の羽根と、吸い込み気流が羽根と同じ向きとなるような湾曲したベーンとを組み合わせたもの。風量が増加しても軸動力が一定以上に増加せず過負荷とならない。

#### ブレード形状による分類
翼型ファン（エアホイル状ブレード）
2枚の鉄板で翼型の羽根を形成したもの。
- 多翼ファンの場合の静圧効率は約65%程度。
- リミットロードファンの場合の静圧効率は65 - 80%

### 軸流送風機
軸方向から吸い込み軸方向に送風するもの。ダクトの途中の少ない空間に設置できる。風量を多くすることが可能で、可変翼の場合部分負荷でも効率が良い。

### 斜流送風機
軸方向から吸い込み軸の斜め方向に圧力を与え整流版で軸方向へ向きを変えて軸方向に送風するもの。遠心と軸流の中間の性質をもつ。

### 横断流送風機（クロスフローファン）
別名、ラインフローファン、タンジェンシャルファン（登録商標）、横流ファン、ラインデリア（登録商標）、スイープファン、または、貫流ファン。羽根車の一方の半径方向から吸い込み、90°（直角）程度の半径方向から送風するもの。吹き出し口全長にわたって均一な風量を得ることが可能で、小型化をしつつ吹き出し口の長さを長くすることが容易なので、壁掛け型エアサーキュレーター、壁掛け型エアコン室内機ファン、エアカーテン、鉄道車両やカーテンウォール部のスリット型吹き出し口に用いられる。一方、圧力は高く出来ない。

## 適用分野

### 換気
換気に使用する送風機を、換気扇という。
- ベンチレーター

### 冷房
生じさせた気流を、主として冷房の目的に使用する送風機を扇風機という。
- シロッコ扇風機

### ファンモータ

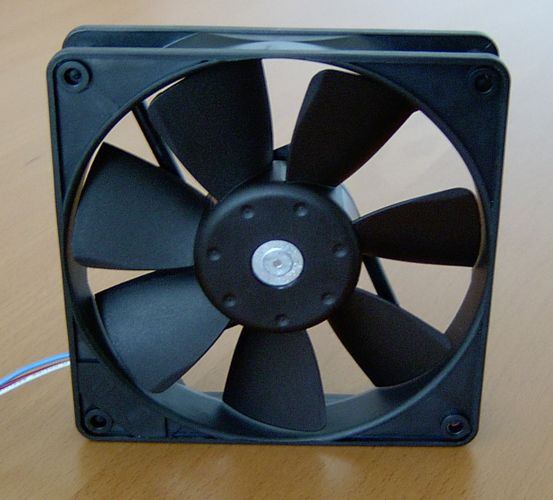
ファンモータ

ファンと電動機が一体化されたもの。主に機械・電気機器の冷却、装置内部等の空気の循環などに使用される。また、高熱が発生するような特定の場所に設置し、局所冷却にも使用される。
コンピュータではCPUや電源に設置され（CPUの冷却装置#空冷を参照）、自動車ではラジエーター、エアコンコンデンサー、空冷式インタークーラーなどの冷却用、エアコンの送風・換気に設置される。

### その他
- ダクテッドファン

## 性能
送風機の性能を表す指標には、ポンプ等、他のターボ機械同様に以下のものがある：
圧力送風機の圧力は、吸い込み口と吹き出し口との圧力差で表す。
{\displaystyle P_{T}=P_{T2}-P_{T1}}
全圧は、静圧と動圧との和であるので次のようになる。
{\displaystyle P_{S}=P_{T}-P_{V2}}
ここで、
PT:送風機全圧
PT1:吸い込み全圧
PT2:吐き出し口全圧
PS:送風機静圧
PS1:吸い込み静圧
PS2:吐き出し口静圧
PV1:吸い込み動圧
PV2:吐き出し口動圧
風量
軸動力送風機を駆動するのに必要な仕事率である。
効率軸動力のうち流体の機械的エネルギーに変換された割合のことをいう。効率は機械効率、水力効率、体積効率に分けられる。損失分は機械的摩擦、流体摩擦および漏れによる損失であり、最終的に熱エネルギーに転化し流体や送風機自体を加熱することとなる。
これら各種性能値をグラフとして表現したものが性能曲線である。ターボ形送風機では横軸に風量をとって各種性能値を表したものが良く使用される。

## 理論

### 比例法則
同一の送風機では、風量は回転数に比例し、圧力は回転数の2乗に比例し、軸動力は回転数の3乗に比例する：
{\displaystyle Q_{2}=Q_{1}\left({\frac {N_{2}}{N_{1}}}\right),}
{\displaystyle P_{2}=P_{1}\left({\frac {N_{2}}{N_{1}}}\right)^{2},}
{\displaystyle W_{2}=W_{1}\left({\frac {N_{2}}{N_{1}}}\right)^{3}}
ここで、
- Q: 風量
- P: 全圧
- W: 軸動力
- N: 回転数

添え字1, 2は、それぞれ回転数変更前後の値を示す。
さらに相似形の送風機に対しても類似の比例法則が成り立ち、模型を用いて実験をする際の基礎となっている。

## 送風機の構成部品
- ダクト
- ボールベアリング
- 流体軸受